# NGC 4986
NGC 4986 је спирална галаксија у сазвежђу Ловачки пси која се налази на NGC листи објеката дубоког неба.
Деклинација објекта је + 35° 12' 19" а ректасцензија 13h 8m 24,5s. Привидна величина (магнитуда) објекта NGC 4986 износи 13,2 а фотографска магнитуда 14,0. NGC 4986 је још познат и под ознакама UGC 8221, MCG 6-29-44, CGCG 189-27, PGC 45538.